# 圣米格尔球场 (蓬塔德尔加达)
圣米格尔球场（Estádio de São Miguel）是一座位于葡萄牙蓬塔德尔加达的大型露天足球场，主要承办国家和区域的足球比赛，并且是葡超球队辛达卡拉的主场。

## 历史
1930年完工，首场足球比赛也在该赛季举行。
足球场达到欧足联关于欧冠和欧联的球场标准，是亚速尔地区当地足球队的主场。葡萄牙国家队也曾在本球场进行友谊比赛。
2008-2009赛季球场进行了翻新，改善了照明、座位与休息区，并铺设了新草皮。
2013-2014赛季的翻修和支出也计划进行，其中包括：对照明塔的改进和修理，以及球场外观面的重新装修。

### 备注
1. ↑  ALRAA (2007), p. 188.
2. ↑  GRA (编).  (PDF). Ponta Delgada (Azores), Portugal: Regional Government of the Azores: 12/15. June 2013  [2020-08-09]. （原始内容存档 (PDF)于2016-03-03） （葡萄牙语）.